# Vojtěch Saudek

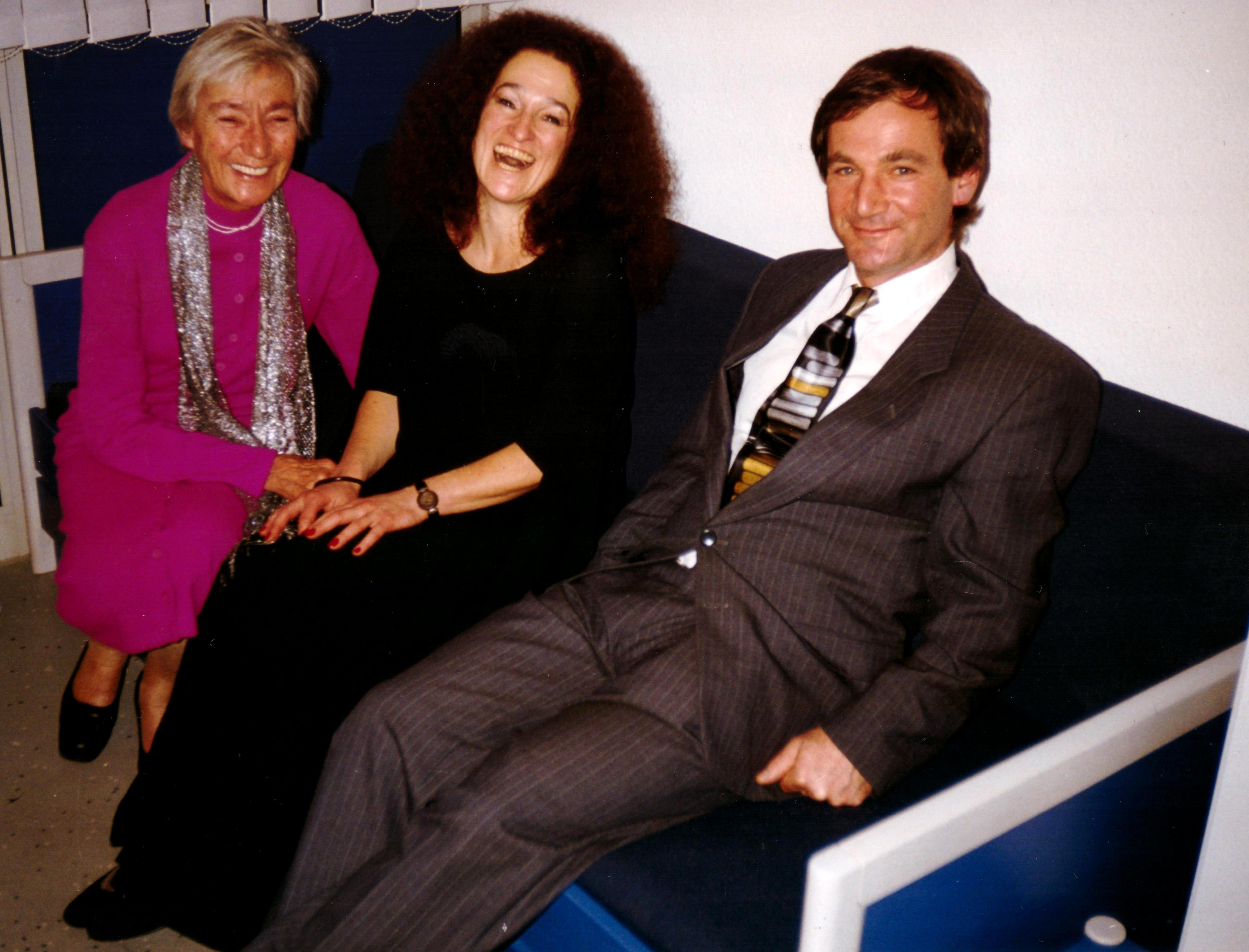
Vojtech Saudek, Stephanie Haas, Vera Saudkova (1988)

Vojtěch Saudek (* 11. Februar 1951 in Prag; † 13. September 2003 in Paris) war ein tschechischer Komponist.

## Leben
Zunächst studierte Saudek ab 1974 an der Karlsuniversität in Prag Philologie, darauf von 1977 bis 1983 an der Prager Nationalen Musikakademie Klavier bei Anna Machová, Dirigieren bei Jiri Chvala und  Komposition bei Jiří Dvořáček. Seine Diplomarbeit war dem Werk Svatopluk Havelkas gewidmet.
Saudek wohnte in Prag und Paris, studierte Komposition und Elektroakustische Musik mit Guy Reibel am Pariser Konservatorium und Elektronische und Computermusik mit Tristan Murail am Pariser IRCAM. Die meisten Werke Saudeks waren Aufträge tschechischer und ausländischer Institutionen, Solisten und Ensembles.
Für seine Oper Memnon wurde ihm der Leoš-Janáček-Preis der tschechischen Musikgesellschaft verliehen. Für das Festival de L Ile-de-France schuf Saudek 1986 Ausflug ins Gebirge (für 11 Instrumente, Mezzosoprano, zu einem Text von Franz Kafka), welches durch das Ensemble Camerata de Versailles erfolgreich uraufgeführt wurde. Für sein Werk Shakespeare's Gestalten erhielt Saudek den zweiten Preis im Ostravaer Wettbewerb „Generation“. Ebenfalls einen zweiten Preis erhielt er 1986 beim Wettbewerb Junger Komponisten der Tschechischen Sozialistischen Republik für seine Symphonie. Einen ersten Preis erhielt er für sein Konzert für Klavier und Orchester In Erinnerung an Gideon Klein (Saudek ist der Herausgeber des Werkes von Gideon Klein). Forschungen eines Hundes, in Auftrag geben und häufig gespielt vom französischen Ensemble L’Itinéraire, war 1990 Teil des Programmes des Festivals für Neue Musik in Sienna.
Saudeks kompositorischer Schwerpunkt liegt bei Orchester-, Kammer- und Vokalmusik. Eine besondere Verbindung hat er zu Texten von Shakespeare und Kafka, die durch seine Eltern – der Vater Erik Adolf Saudek war Übersetzer von Shakespeare-Werken ins Tschechische, die Mutter war Kafkas Nichte (Tochter von Ottla Kafka) – begründet wurde.

## Werke

### Orchesterwerke
- Sinfonietta für Orchester (1980)
- Sinfonia (1982)
- Konzert für Klavier und Orchester In Erinnerung an Gideon Klein (1985)
- Concertino für zwei Trompeten, Orgel und Schlagzeug (1998)

### Kammermusik
- Streichquartett Nr. 1 (1979)
- Fantasie für Geige und Kammerorchester (1981)
- Fantasie für Flöte und Klavier (1982)
- Concertino für Flöte und Streichquartett (1983)
- Quintett für Klarinette, Violine, Viola, Violoncello und Synthesizer DX7II (1988)
- Schlaflied für Klarinette Violine und Klavier (1989)
- Arc-en-ciel a quatre voix für Ballett, Sängerin und Live-Elektronik (1990)
- Forschungen eines Hundes für Violine und Elektroakustische Instrumente (1990)
- Streichquartett Nr. 2 (1990)
- Eine Gemeinschaft von Schurken Kantate für Mezzosoprano und Kammerorchester mit Texten von  Franz Kafka und Ottla Davidova-Kafka (1994). UA durch das Ensemble 2e2m, DE 1997 durch Stephanie Haas und das Ensemble sur scène.
- Trio für Violine, Viola und Violoncello (1997)
- Das große Lalula und andere Galgenlieder, nach Ch. Morgenstern, für Mezzosopran und Percussion (1999) (UA 1999 durch Stephanie und Christoph Haas)
- Elegie für Violoncello und Synthesizer DX 7 II
- All the World für Stimme solo (2001) (UA durch Stephanie Haas).

### Vokalmusik
- What does not pass Szenische Gestaltung und Gesang mit Texten von William Shakespeare, für Sopran und Orchester (1981)
- Shakespeare’s Characters für Mezzosopran und Klavier (1983). DE 1993 durch Stephanie Haas und Susan Wenckus
- Ausflug ins Gebirge für 11 Instrumente, Mezzosoprano und Sprechstimme mit Texten von Franz Kafka (1986)

### Opern
- Memnon oder Die menschliche Weisheit Kammeroper nach einer Kurzgeschichte von Voltaire. (1987)
- Diptyque Aristophane-les Acharniens / Lysistrata, théatre musical (1993)
- Das hässliche Entlein Kinderoper nach einem Märchen von Hans Christian Andersen (1994)
- Sappho, théatre musical (1996)
- Die Heidebraut, Spéctacle musical nach A. Stramm (1999)